# 楼锷
楼锷（？—？），字巨山，一字景山，号求定斋，鄞县（今浙江省宁波市）人。
早年是一名太学生。绍兴三十年（1160年）考中进士。乾道五年（1169年），擔任太学正，之後出任婺州敎授（学官）。七年（1171年），擔任荆湖北路安抚司准备差遣。淳熙元年（1174年），擔任枢密院编修官；七年（1180年），擔任朝奉郎，前往江陰軍任職；九年（1182年），擔任江州知州；十一年（1184年），出任鄂州（今湖北武昌）知州。不久去世。他的著作《求定斋诗余》，沒有流傳下來。